# Nathalie Deruelle
Nathalie Deruelle (Creutzwald (Francia), 21 de julio de 1952) es una física francesa especializada en relatividad general y conocida por su investigación sobre el problema de los dos cuerpos en relatividad general y sobre la teoría de perturbaciones cosmológicas.

## Educación y carrera
Deruelle comenzó sus estudios en la Escuela Normal Superior en 1971, obtuvo una agrégation en 1975 y luego, después de ocupar varios puestos en la Agencia Espacial Europea y la Universidad de Cambridge, completó un doctorado en 1982 en la Universidad Pierre y Marie Curie.
Su principal línea de investigación es la teoría de la relatividad general, que impartió en la École Polytechnique y la Escuela Normal Superior de París.
Fue directora de investigación del CNRS, asociado con la Universidad de París Diderot y, a fecha de 2022, figura como investigadora emérita.
Estudió, junto al cosmólogo Thibault Damour, la propagación de la fuerza gravitatoria en sistemas binarios compuestos por un púlsar y una estrella de neutrones.
Fue directora de tesis de los astrofísicos David Langlois, Jean-Philippe Uzan y Alaín Riazuelo.

## Publicaciones
- Nathalie Deruelle; Jean-Pierre Lasota (2018). Les ondes gravitationnelles (en francés). París: Éditions Odile Jacob. ISBN 978-2-7381-4334-1.
- Nathalie Deruelle (2015). De Pythagore à Einstein, tout est nombre: la relativité générale, 25 siècles d'histoire (en francés). París: Belin éditeur. ISBN 978-2-7011-9501-8.
- Nathalie Deruelle; Jean-Philippe Uzan (2014). Théories de la relativité (en francés). París: Belin éditeur. ISBN 978-2-7011-5848-8.

## Reconocimiento
Deruelle fue nombrada miembro de la Sociedad Internacional de Relatividad General y Gravitación en 2013 "por sus contribuciones al problema de los dos cuerpos en la relatividad general y la cosmología relativista".